# Сандански
Сандански (буг. Сандански; до 1948. Свети Врач) је град и седиште истоимене општине у Бугарској, у југозападном делу земље. Град је треће по величини и значају насеље у оквиру Благоевградске области.
Сандански је једна од најпознатијих бања у Бугарској.

## Географија
Град Сандански се налази у крајњем југозападном делу Бугарске, близу државне тромеђе са Грчком и Северном Македонијом. Од престонице Софије Сандански је удаљен око 180 km јужно, а од најближег већег града и седишта области, Благоевграда, град је удаљен око 60 km.
Област Санданског налази се у средишњем делу реке Струма, у тзв. Санданској котлини. Источно од града издиже се планина Пирин, а западно Малешевске планине. Надморска висина града је око 300 m.
Клима у граду је измењено континентална са утицајем средоземне климе због близине Егеја.

## Историја
Окружење Санданског је насељено још у време Трачана. У доба старог Рима на овом месту постоји је 73-71. п. н. е. избио устанак Трачана. Касније тога овим простором владају Византија, средњовековна Бугарска, Османско царство.
Турци Османлије освајају подручје Санданског 1395. године. Веома дуга владавина Турака донела је многе промене, па је почетком 20. века овде живело много Турака. Насеље је било познато под називом Свети Врач и било је то више село него варошица. Тек припајањем држави Бугарској 1912. године село почиње расти због развоја лечилишног туризма и развоја бање.
Године 1948. градић Свети Врач добија име по Јанету Санданском, војводи ВМОРО-а.

## Становништво
Према бугарском географу и историчару, Василу Канчову, у Санданском је 1900. године живело 600 Словена хришћана, 360 Турака и 150 Рома.
По попису из 2021. године град Сандански имао је 24.061 становника. Већина градског становништва су етнички Бугари. Остатак су махом Роми и Турци. Последњих 20ак година град има опадање становништва.
| 2001.  | 2011.  | 2021.  |
| ------ | ------ | ------ |
| 26.507 | 26.255 | 24.061 |

Већинска вероисповест становништва је православна.

## Галерија
- Поглед на Сандански
- Хотел у Санданском
- Улица у Санданском
- Центар Санданског

## Познате личности
- Васил Методијев, бугарски фудбалер и тренер
- Меди, бугарски певач
- Рајна, бугарска певачица

## Партнерски градови
- Волгоград